# Koninkrijk Bali
Het koninkrijk Bali was een hindoe-boeddhistisch koninkrijk op het Indonesische eiland Bali dat bestuurd werd door verschillende dynastieën. Het koninkrijk bestond van de 10e tot aan het begin van de 20e eeuw.

## Warmadewa-dynastie
De eerste koning van Bali waarvan de naam bekend is, is sri Kesari Warmadewa. Zijn naam staat vermeld op de Belanjong-pilaar uit 914, waarop een militaire campagne van hem op Bali beschreven staat. In de tweede helft van de 10e eeuw werd Bali bestuurd door koning Udayana Warmadewa en koningin Mahendradatta. Mahendradatta was de zus van Dharmawangsa, de koning van het Javaanse koninkrijk Mataram. Hun zoon Erlangga werd in 1019 de koning van Mataram, terwijl zijn jongere broers Marakata en later Anak Wungçu koning van Bali werden. De Warmadewa-dynastie bleef Bali besturen tot in de 12e eeuw met onder meer koning Jayasakti (1146–1150) en koning Jayapangus (1178–1181), die trouwde met een Chinese prinses. Over de periode hierna ontbreekt historische informatie over Bali. Het eiland werd waarschijnlijk bestuurd door een andere dynastie zonder connecties met Java. Bali verschijnt weer in een Javaanse bron uit 1284, toen Kertanegara, de koning van Singhasari, het eiland veroverde. Een opstand in 1292 leidde echter tot Kertanegara's dood, waarop Bali weer onafhankelijk werd.

## Majapahit
In 1342 werd Bali aangevallen door het koninkrijk Majapahit onder leiding van koningin Tribhuwana Wijayatunggadewi, premier Gajah Mada en generaal Arya Damar. In 1343 werd de Balinese koning verslagen en kwam Bali onder het bestuur te staan van Arya Damar's broers: Arya Kenceng, Arya Kutawandira, Arya Sentong en Arya Belog. Arya Kenceng is de voorvader van de latere Balinese koningen van Tabanan en Badung. 
Volgend op de verovering van Java door het islamitische sultanaat Demak in 1478, vluchtte het gehele hof van Majapahit naar Bali. Hierdoor werd Bali gezien als de voortzetting van de Hindoe-Javaanse cultuur en is het de belangrijkste hedendaagse informatiebron hierover. De komst van de Javaanse adel en geestelijken naar Bali had een grote invloed op de religie, taal, politiek, tradities en architectuur op Bali.  

## Koninkrijk Gelgel

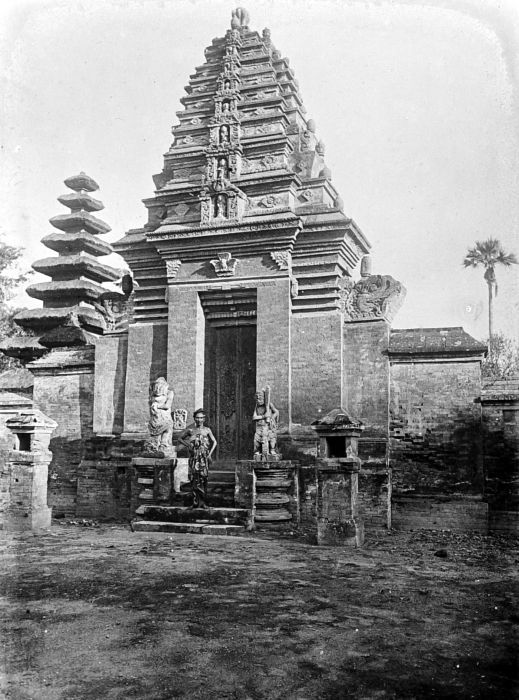
Poort van het tempelcomplex in Gelgel

Na de verovering van Bali door Majapahit, werd aanvankelijk Samprangan de hoofdstad van Bali. Onder koning Dalem Ketut werd de hoofdstad echter vervangen door Gelgel. In de loop van de 16e eeuw, onder leiding van Dewa Ketuts opvolger Dalem Baturenggong, groeide de invloed van het koninkrijk Bali in de regio: Lombok, het westen van Soembawa en Blambangan op Oost-Java, kwamen allemaal onder de suzereiniteit van Bali te staan. 
In 1512 kwamen de Portugezen onder leiding van Antonio Abreu en Francisco Serrão als eerste Europeanen aan op Bali. In 1585 stuurden de Portugezen vanuit Malakka een schip naar Bali om een fort en een handelspost op te zetten, maar de missie mislukte doordat het schip vastliep op een rif voor de zuidkust van Bali en zonk. In 1597 arriveerden de overgebleven drie schepen van de Eerste Schipvaart en enkele bemanningsleden brachten een bezoek aan Gelgel. Een tweede expeditie vond plaats in 1601 onder leiding van Jacob van Heemskerck, waarna de koning van Gelgel een brief stuurde naar stadhouder Maurits. De brief gaf de Nederlanders toestemming te handelen op Bali en vroeg ook om toestemming om vrij te mogen handelen met de Nederlanders. De brief werd echter verkeerd vertaald als een erkenning van Nederlands gezag over Bali en werd later gebruikt om de Nederlandse claim over Bali te ondersteunen. De VOC had echter weinig interesse in Bali, omdat het eiland voornamelijk rijst produceerde en niet van belang was voor de handel in spijzen. In 1620 werd er wel gepoogd een handelspost op te zetten, maar door lokale vijandigheden mislukte dit. De VOC liet de handel op Bali vooral over aan private handelaars.

## De negen koninkrijken

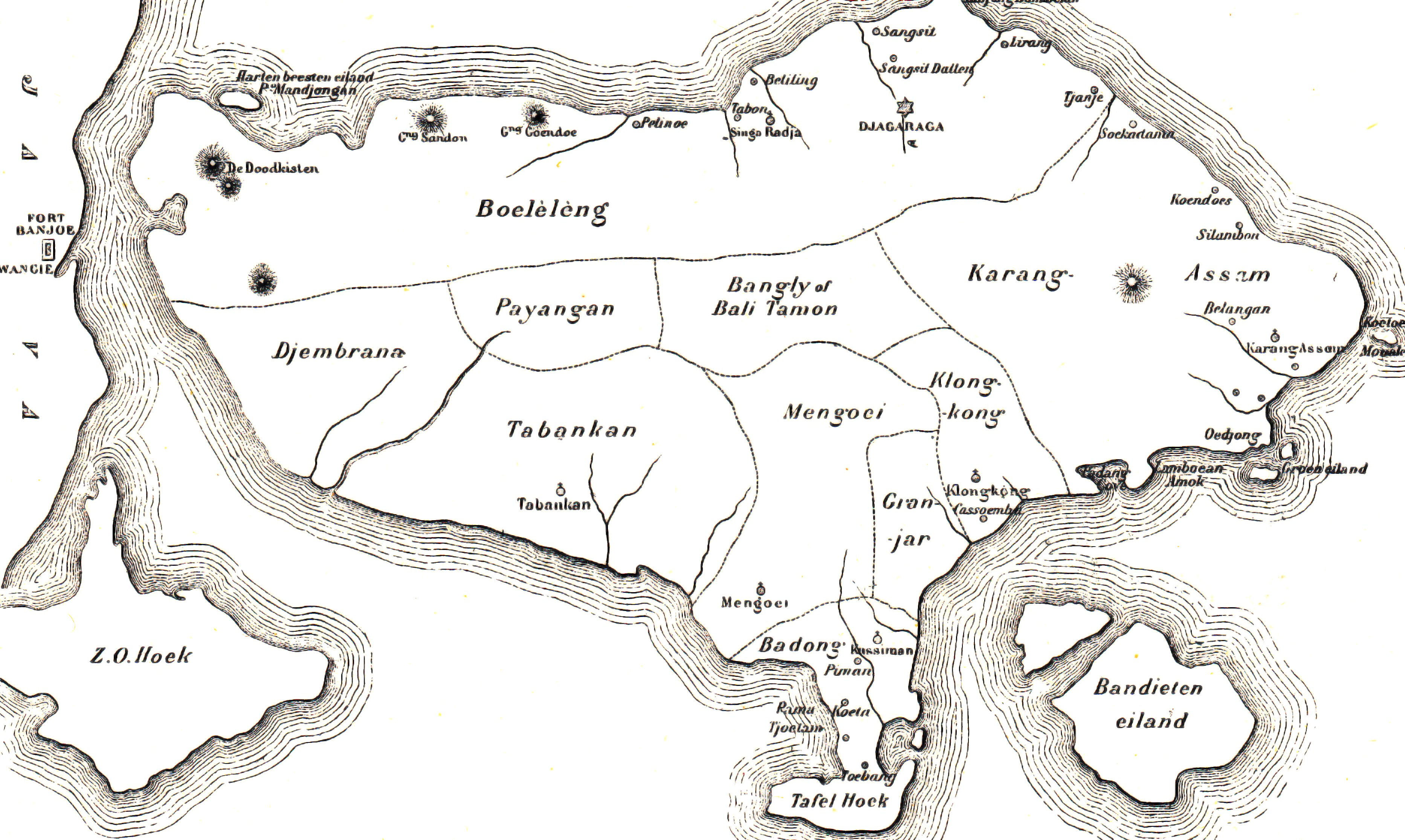
Koninkrijken op Bali circa 1900

Het Balinese koninkrijk dat bestuurd werd vanuit Gelgel begon na 1651 uiteen te vallen. In 1686 werd Klungkung, 4 km ten noorden van Gelgel, de nieuwe hoofdstad. De heersers in Klungkung (de Dewa Agung) waren echter niet in staat hun macht over heel Bali uit te oefenen. Het eiland was opgesplitst in negen kleine koninkrijken: Klungkung, Buleleng, Karangasem, Mengwi, Badung (rond 1800 opgesplitst in Badung, Kesiman en Pamecutan), Tabanan, Gianyar, Bangli en Jembrana. Deze koninkrijken hadden elk hun eigen dynastie en paleis en waren soms ook in oorlog met elkaar, maar de koning van Klungkung werd wel gezien als de primus inter pares onder de Balinese koninkrijken en had de eretitel Koning van Bali.
De Nederlandse invloed over Bali was aanvankelijk erg klein, maar dit veranderde in de loop van de 19e eeuw toen de Nederlanders poogden de gehele Indonesische archipel bij Nederlands-Indië te voegen. Onder het mom van het bestrijden van opiumhandel, wapenhandel en piraterij, vielen de Nederlanders in 1846, 1848 en ten slotte 1849, het noorden van Bali binnen en brachten de koninkrijken Buleleng en Jembrana onder Nederlands gezag. In 1894 werd een opstand van de Sasak tegen de Balinese heersers over het westen van Lombok gebruikt om Lombok te veroveren, en kwamen ook Karangasem, Bangli en Gianyar onder Nederlands gezag. De koninkrijken in het zuiden van Bali waren echter nog onafhankelijk tot aan de Nederlandse militaire expedities in 1906 en 1908. De politieke invloed van de koninkrijken op Bali kwam hiermee ten einde.